# Masters de Indian Wells 1999

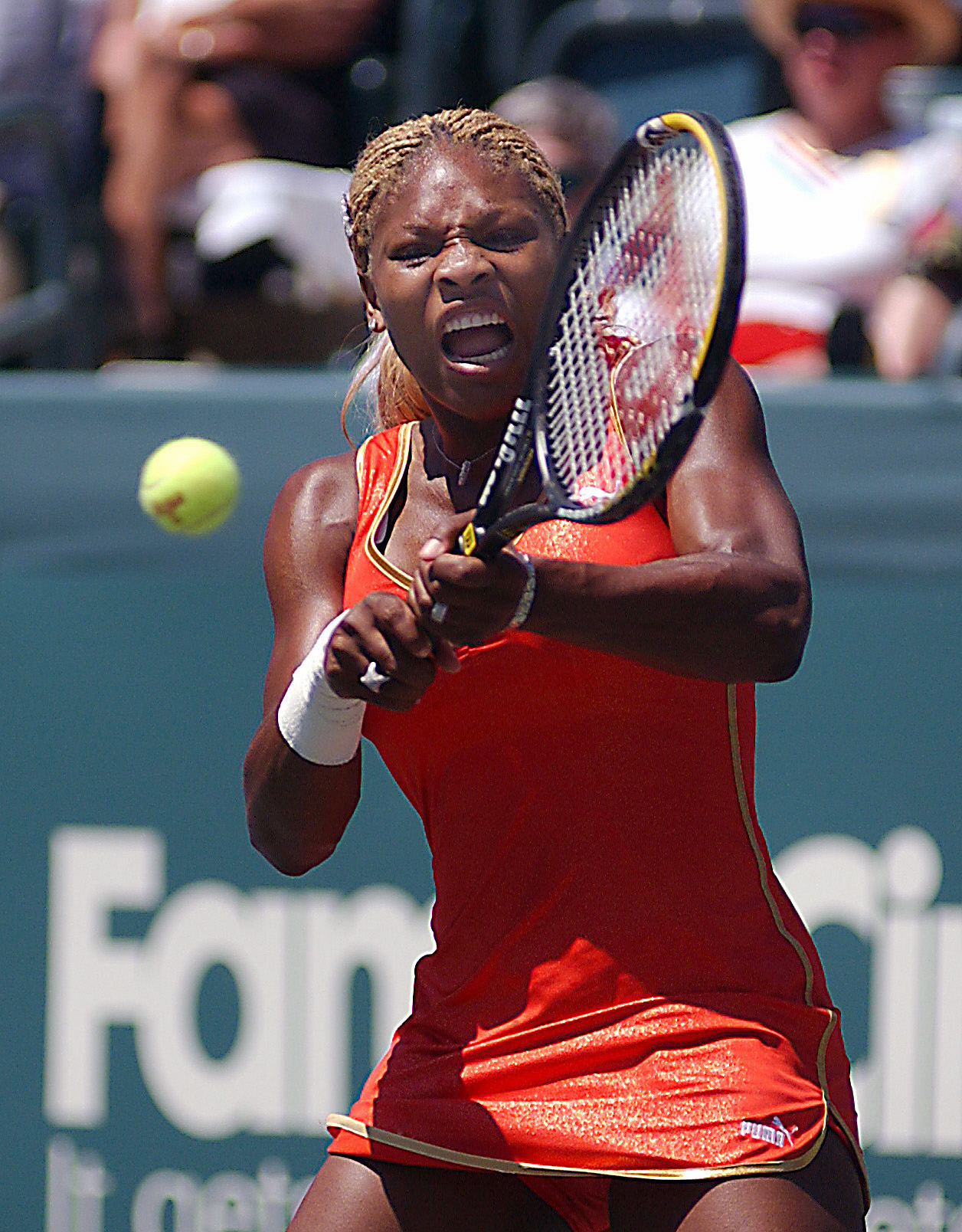
Serena Williams

El 1999 Newsweek Champions Cup and the Evert Cup fue la 23.ª edición del Abierto de Indian Wells, un torneo del circuito ATP y WTA Tour. Se llevó a cabo en las canchas duras de Indian Wells, en California (Estados Unidos), entre el 5 y el 14 de marzo de ese año.

## Ganadores

### Individual masculino
Mark Philippoussis venció a  Carlos Moyá, 5–7, 6–4, 6–4, 4–6, 6–2

### Individual femenino
Serena Williams venció a  Steffi Graf, 6–3, 3–6, 7–5

### Dobles masculino
Wayne Black /  Sandon Stolle vencieron a  Ellis Ferreira /  Rick Leach, 7–6(7–4), 6–3

### Dobles femenino
Martina Hingis /  Anna Kournikova vencieron a  Mary Joe Fernández /  Jana Novotná, 6–2, 6–2